# ロンドン・ケーブルカー
ロンドン・ケーブルカー（London cable car）は、イギリス・ロンドンのテムズ川にかかる都市索道。イギリス英語では「cable car」という言葉で、索道を指すこともある。

## 概要
2010年、ロンドン交通局は2012年夏季オリンピックの開催に合わせる形でグリニッジとドックランズを結ぶロープウェイを計画。建設に当たってはアラブ首長国連邦のドバイに本社を置くエミレーツ航空が命名権を取得。エミレーツ・エア・ライン（Emirates Air Line）と命名され、2012年6月28日に開業した。
ロイヤル・ドックスとグリニッジ・ペニンシュラの間を片道5分で結んでいる。最高地点は地上90mに達する。
2022年6月28日、エミレーツ航空とのスポンサー契約が終了。同年10月、新たにIFS ABがスポンサーとなり命名権を獲得、名称がIFS・クラウド・ケーブルカー（IFS Cloud Cable Car）に変更された。

## 乗車料金
いずれも片道の料金を示す。
このほか、1年間有効で10回利用可能な回数券が用意されている。
開業からしばらくはオイスターカードまたはトラベルカードを提示すると1ポンド引きの割引料金で利用可能だったが、2023年3月以降は適用外となった。
|      | 通常       | 回数券利用  |
| ---- | ---------- | ----------- |
| 大人 | 6.00ポンド | 17.00ポンド |
| 子供 | 3.00ポンド | なし        |